# Diego Alfonsi
Diego Joakim Alfonsi, född 5 november 2006, är en svensk-italiensk fotbollsspelare (mittfältare) som spelar för Divison 2-klubben Tvååkers IF, på lån från Varbergs BoIS i Superettan. Han är son till fotbollstränaren Joakim Persson och bror till fotbollsspelaren Oliver Alfonsi.

## Karriär
Diego Alfonsis moderklubb är Hittarps IK. Han gjorde tidigt flytten till Helsingborgs IF innan han som 12-åring gjorde sin pappa och storebror sällskap i Varbergs BoIS. Nyss 16 år fyllda skrev Alfonsi på ett treårigt lärlingskontrakt med Varbergs BoIS och fick därefter följa med på A-lagets träningsläger samt medverka i några träningsmatcher.
Den 2 juli 2023 fick en 16-årig Alfonsi debutera i Allsvenskan, när Varbergs BoIS förlorade med 0-2 mot Djurgårdens IF. Debuten kom i första matchen efter att hans pappa Joakim Persson lämnat uppdraget som tränare för klubben. Det blev därefter ytterligare ett allsvenskt inhopp när Varbergs BoIS åkte ur Allsvenskan. Under debutsäsongen spelade Alfonsi även ett par matcher med samarbetsklubben Varbergs GIF i Division 2 Västra Götaland. Inför säsongen 2024 valde nye tränaren Tobias Linderoth att flytta ner Alfonsi och flera av hans lagkamrater till P19-laget, för att få ner numerären i truppen.
I april 2025 lånades han ut till Division 2-klubben Tvååkers IF till 30 november 2025.

## Karriärstatistik
| Klubb              | Säsong             | Liga                       | Liga    | Liga | Nationell cup | Nationell cup | Internationell cup | Internationell cup | Övrigt  | Övrigt | Totalt  | Totalt |
| Klubb              | Säsong             | Division                   | Matcher | Mål  | Matcher       | Mål           | Matcher            | Mål                | Matcher | Mål    | Matcher | Mål    |
| ------------------ | ------------------ | -------------------------- | ------- | ---- | ------------- | ------------- | ------------------ | ------------------ | ------- | ------ | ------- | ------ |
| Varbergs BoIS      | 2023               | Allsvenskan                | 2       | 0    | 4             | 0             | -                  | -                  | -       | -      | 6       | 0      |
| Varbergs GIF (lån) | 2023               | Division 2 Västra Götaland | 2       | 0    | 0             | 0             | -                  | -                  | -       | -      | 2       | 0      |
| Varbergs BoIS      | 2024               | Superettan                 | 6       | 0    | 0             | 0             | -                  | -                  | -       | -      | 6       | 0      |
| Totalt i karriären | Totalt i karriären | Totalt i karriären         | 10      | 0    | 4             | 0             | 0                  | 0                  | 0       | 0      | 14      | 0      |

## Personligt
Diego Alfonsi är son till den före detta fotbollsspelaren, och nuvarande fotbollstränaren, Joakim Persson som under sin aktiva karriär nådde spel i Serie A och Bundesliga samt landslaget. Hans storebror Oliver Alfonsi är också  en fotbollsspelare som spelar för Varbergs BoIS. Under Diegos första månader som seniorspelare var bröderna lagkamrater medan deras pappa var tränare för dem i Varbergs BoIS.
Medan hans pappa kommer från Sverige är hans mamma från Italien.